# Olga Isaac
Olga Isaac (Maastricht, 2 februari 1874 – Amsterdam 16 januari 1940) was een Nederlands sopraan.
Ze werd geboren binnen het gezin van Isidore Isaac uit Eijsden en Catharina Keiser. Ze was zuster van Aron Arthur Isaac, ooit directeur bij De Bijenkorf en medeoprichter van de HEMA.
Zij kreeg haar muzikale opleiding van Daniël de Lange, Jean-Baptiste de Pauw en aan het Conservatorium van Amsterdam. Haar carrière nam een vlucht rond 1900. Ze zong opera-aria’s maar was voornamelijk bekend als oratoriumzangeres. Ze was een aantal keren te horen in Londen en Bournemouth. Ze maakte enige tijd deel uit van de Nederlandse Opera.
Jacques Presburg droeg zijn Twee liederen voor een sopraanstem aan haar op. Zij zong in 1897 liederen van Richard Hol, Bernard Zweers, Samuel de Lange jr.  en Max Stanger in Schagen, waarbij de zaal volgens de Schager Courant in vervoering raakte. Toch was er ook kritiek, haar stem was niet krachtig genoeg om tegen een koor in te zingen.
In 1905 gaf ze zanglessen vanuit het pand Stadhouderskade 88, maar zong ook nog in zalen van bijvoorbeeld Den Bosch. In 1912 woonde ze aan de Johan Verhulststraat 84, in 1932 aan de Frans van Mierisstraat, adressen waar van uit ze ook zanglessen gaf.
Zij werd begraven op Zorgvlied. Ze was ongehuwd.